# Albert Zafy
Albert Zafy, né le 1er mai 1927 à Ambilobe (province de Diego-Suarez) et mort le 13 octobre 2017 à Saint-Pierre (La Réunion), est un médecin, spécialisé en chirurgie thoracique, et un homme d'État malgache. Principal chef de l'opposition à la fin de la IIe République, il est président de la république de Madagascar de 1993 à 1996.
Surnommé « l'homme au chapeau de paille », cet ardent partisan de la réconciliation nationale participe aux travaux des mouvances politiques malgaches reconnues par la communauté internationale pour trouver une sortie de crise neutre et consensuelle au putsch effectué par Andry Rajoelina en mars 2009. Il est également le premier homme politique à instaurer un système démocratique après la dictature.

## Biographie
Né à Ambilobe, dans la province de Diego-Suarez, il a effectué ses études à l'université de Montpellier puis à Paris. Il est professeur en médecine (chirurgien), ainsi que licencié en mathématiques et en physique.
Dans les années 1960, il épouse Thérèse Zafy, née Zafimahova ; le couple a trois enfants.
Durant la Transition militaire (1972-1975) qui a fait suite à la Première République après la démission de Philibert Tsiranana de la présidence, Albert Zafy est ministre de la Santé et des Affaires sociales dans le gouvernement du général Gabriel Ramanantsoa. Opposé aux vues socialistes de Didier Ratsiraka, il retourne à une carrière universitaire en 1975 à l'université de Madagascar.
Albert Zafy était surnommé le « cardiologue au grand cœur ». Lors de ses tournées présidentielles, il lui arrivait de faire des interventions chirurgicales dès que le besoin se faisait sentir. 

### Du chef des forces vives au président de la Haute Autorité de l'État
En 1989, avec le début de libéralisation de la république démocratique de Madagascar, qui sous l'impulsion de Didier Ratsiraka, autorise désormais le multipartisme et reprend le chemin de la démocratie libérale, Albert Zafy revient à la politique en créant le parti UNDD.
Avec d'autres partis politiques, ils réclament un changement plus rapide du régime politique en place et forment une vaste coalition d'opposition, les Forces vives Rasalama (hery velona Rasalama malgache) . Contrairement au Président Ratsiraka qui prône une simple révision constitutionnelle de la république démocratique de Madagascar, les Forces vives sont partisanes de faire table rase du régime socialiste et d'élaborer une nouvelle Constitution.
Finalement, les tensions explosent en mai 1991, alors que les débats sur la révision de la Constitution de 1975 commencent dans l'hémicycle de l'Assemblée nationale populaire. Les Forces vives organisent des manifestations énormes, regroupant plusieurs centaines de milliers de Malgaches sur la place du 13-Mai à Tananarive, qui doit son nom aux manifestations étudiantes qui avait abouti à la première transition en 1972. Le mot d'ordre est de « faire tomber les murs de Jéricho ».
Finalement, à part les évènements liée à la marche sur Iavoloha en août 1991, les forces politiques malgaches arrivent à un accord (dite convention de l'hôtel Panorama, signée le 31 octobre 1991) qui met en place un régime transitoire consensuel, avec pour objectif d'élaborer une nouvelle Constitution et, pour échéance, le mois de mars 1993.
La transition démocratique et libérale de 1991-1993 s'articule donc autour de la Haute Autorité de l'État, présidée par Albert Zafy, qui a pour vocation de mener la transition ; et de la Présidence de la République (Didier Ratsiraka demeurant chef de l'État, symboliquement) et de la Haute Cour constitutionnelle renforcée, passant de sept à onze membres, institutions qui doivent garantir l'effectivité de l'État de droit.
Ce grand mouvement de libéralisation politique et économique est à mettre en parallèle avec la situation politique du monde au début des années 1990, marquée par l'effondrement du bloc de l'Est socialiste, l'effervescence démocratique en Afrique et notamment le processus de fin d'apartheid dans le pays voisin, l'Afrique du Sud.
La Constitution de la IIIe République, qui remplace la république démocratique de Madagascar par la république de Madagascar est adoptée en 1992 après la tenue d'un Forum national.
En 1993, la coalition des Forces vives le désigne comme étant leur candidat face à Didier Ratsiraka (candidat du Mouvement militant pour le socialisme malgache) et bat ce dernier au deuxième tour avec 66 % des voix.

### Président de la république de Madagascar (1993-1996)
La présidence d'Albert Zafy est cependant rapidement marquée par les heurts entre le chef de l'État et le chef du gouvernement. Albert Zafy, semble-t-il, n'a pas supporté les critiques de l'opposition dans la querelle qui éclatait alors avec son Premier ministre, Francisque Ravony, et décida que le Premier ministre ne serait plus élu par l'Assemblée nationale mais nommé par le président de la République en personne. Il nomme d'abord un de ses fidèles soutiens, Emmanuel Rakotovahiny, dont le Gouvernement tombe rapidement sur l'échec d'un vote de confiance. En remplacement de Rakotovahiny, Zafy nomme Norbert Ratsirahonana, ancien membre des Forces vives et jusqu'alors président de la Haute Cour constitutionnelle, Premier ministre (5 juin 1996). Cependant, la confiance populaire en Albert Zafy chute à la suite de cette lutte contre le pouvoir législatif, lequel finit d'ailleurs par l'emporter lorsque Zafy est destitué le 5 septembre 1996, après l'adoption d'une motion d'empêchement par l'Assemblée nationale.
Toujours respecté pour son rôle consensuel et la sagesse dont il a fait preuve lors de la transition démocratique de 1991-1993, son bilan présidentiel est très mitigé à cause d'une mauvaise gestion politique, du peu de résultats économiques de la libéralisation, et d'une cohabitation impossible à terme entre le Président et le Premier ministre, fruit d'une dyarchie mal définie dans la Constitution de 1992.

### Le promoteur de la réconciliation nationale
Il est donc battu de justesse par Didier Ratsiraka, désormais partisan d'un humanisme écologique, lors de l'élection présidentielle du 31 janvier 1997. De nouveau candidat à la fin du mandat de ce dernier, il termine troisième lors de l'élection présidentielle du 16 décembre 2001 que Marc Ravalomanana remporta finalement. Et devient depuis un des chefs les plus virulents de l'opposition malgache avec son mouvement le CRN (Comité de réconciliation nationale), estimant que, à moyen terme, la situation institutionnelle du pays ne serait jamais stable si on continuait à pratiquer l'ostracisme politique à chaque élection présidentielle.

### Le vieux «Docteur Courage» et la résistance aux putschistes
Si Albert Zafy est un homme de transition, il refuse de prendre part aux actions d'Andry Rajoelina, qui chasse Marc Ravalomanana du pouvoir le 17 mars 2009 au moyen d'un putsch organisé par des mutins de l'armée.
Par la suite, il prend part avec son mouvement à la tentative de sortie de crise consensuelle à Maputo et Addis-Abeba en août et novembre 2009. Il tente de nouveau une médiation aux accords de Pretoria en mai 2010 : comme ces accords neutres et inclusifs ne sont pas appliqués par les tenants du pouvoir putschiste, il se rapproche de ses deux autres collègues anciens chefs de l'État, Didier Ratsiraka et Marc Ravalomanana, affichant son opposition au régime en place.
Il est le seul chef de file des mouvances légalistes à être présent à Tananarive.

## Distinctions
- Grand cordon de l'ordre national Malagasy